# Husayn ibn Hasan
Husayn ibn Hasan fou un funcionari otomà que va exercir com a sandjakbegi de Gaza succeint al seu pare Hasan ibn Muhammad el 1644. Abans havia estat governador de Jerusalem. Evliya Çelebi va visitar Gaza el 1649 i el descriu com generós, poeta i historiador, i tolerant amb jueus, cristians i samaritans. El 1662 fou arrestat i empresonat a Damasc i poc després executat, potser per la seva benevolència amb els no musulmans.
El va succeir al govern de Gaza el seu germà Musa ibn Hasan.